# Damenbundesliga 2020
La Damenbundesliga 2020 è la 31ª edizione del campionato di football americano femminile di primo livello, organizzato dalla AFVD.

## Squadre partecipanti
| Club                        | Città             | Stadio | Sponsor ufficiale | Risultato nella stagione 2019 |
| --------------------------- | ----------------- | ------ | ----------------- | ----------------------------- |
| Berlin Knights              | Berlino           |        |                   |                               |
| Berlin Kobra Ladies         | Berlino           |        |                   |                               |
| Cologne Falconets           | Colonia           |        |                   |                               |
| Erlangen Rebels             | Erlangen          |        |                   |                               |
| Hamburg Amazons             | Amburgo           |        |                   |                               |
| Hamburg Blue Devilyns       | Amburgo           |        |                   |                               |
| Kiel Baltic Hurricanes      | Kiel              |        |                   |                               |
| Stuttgart Scorpions Sisters | Stoccarda         |        |                   |                               |
| München Rangers             | Monaco di Baviera |        |                   |                               |
| Munich Cowboys Ladies       | Monaco di Baviera |        |                   |                               |

## Stagione regolare

### Calendario

#### 1ª giornata
| 2-3 maggio 2020 | Berlin Kobra Ladies | – | Hamburg Amazons |  |

| 2-3 maggio 2020 | Kiel Baltic Hurricanes | – | Berlin Knights |  |

| 2-3 maggio 2020 | Munich Cowboys Ladies | – | München Rangers |  |

| 2-3 maggio 2020 | Stuttgart Scorpions Sisters | – | Cologne Falconets |  |

#### 2ª giornata
| 16-17 maggio 2020 | Hamburg Amazons | – | Kiel Baltic Hurricanes |  |

| 16-17 maggio 2020 | Hamburg Blue Devilyns | – | Berlin Knights |  |

| 16-17 maggio 2020 | Cologne Falconets | – | Munich Cowboys Ladies |  |

| 16-17 maggio 2020 | München Rangers | – | Erlangen Rebels |  |

#### 3ª giornata
| 23-24 maggio 2020 | Hamburg Amazons | – | Berlin Knights |  |

| 23-24 maggio 2020 | Hamburg Blue Devilyns | – | Berlin Kobra Ladies |  |

| 23-24 maggio 2020 | Erlangen Rebels | – | Stuttgart Scorpions Sisters |  |

| 23-24 maggio 2020 | München Rangers | – | Cologne Falconets |  |

#### 4ª giornata
| 6-7 giugno 2020 | Berlin Knights | – | Berlin Kobra Ladies |  |

| 6-7 giugno 2020 | Hamburg Blue Devilyns | – | Kiel Baltic Hurricanes |  |

| 6-7 giugno 2020 | Erlangen Rebels | – | Munich Cowboys Ladies |  |

| 6-7 giugno 2020 | München Rangers | – | Stuttgart Scorpions Sisters |  |

#### 5ª giornata
| 13-14 giugno 2020 | Hamburg Amazons | – | Hamburg Blue Devilyns |  |

| 13-14 giugno 2020 | Kiel Baltic Hurricanes | – | Berlin Kobra Ladies |  |

| 13-14 giugno 2020 | Cologne Falconets | – | Erlangen Rebels |  |

| 13-14 giugno 2020 | Munich Cowboys Ladies | – | Stuttgart Scorpions Sisters |  |

#### 6ª giornata
| 4-5 luglio 2020 | Berlin Knights | – | Kiel Baltic Hurricanes |  |

| 4-5 luglio 2020 | Hamburg Amazons | – | Berlin Kobra Ladies |  |

| 4-5 luglio 2020 | Cologne Falconets | – | Stuttgart Scorpions Sisters |  |

| 4-5 luglio 2020 | München Rangers | – | Munich Cowboys Ladies |  |

#### 7ª giornata
| 11-12 luglio 2020 | Berlin Knights | – | Hamburg Blue Devilyns |  |

| 11-12 luglio 2020 | Kiel Baltic Hurricanes | – | Hamburg Amazons |  |

| 11-12 luglio 2020 | Erlangen Rebels | – | München Rangers |  |

| 11-12 luglio 2020 | Munich Cowboys Ladies | – | Cologne Falconets |  |

#### 8ª giornata
| 18-19 luglio 2020 | Berlin Knights | – | Hamburg Amazons |  |

| 18-19 luglio 2020 | Berlin Kobra Ladies | – | Hamburg Blue Devilyns |  |

| 18-19 luglio 2020 | Cologne Falconets | – | München Rangers |  |

| 18-19 luglio 2020 | Stuttgart Scorpions Sisters | – | Erlangen Rebels |  |

#### 9ª giornata
| 25-26 luglio 2020 | Berlin Kobra Ladies | – | Kiel Baltic Hurricanes |  |

| 25-26 luglio 2020 | Hamburg Blue Devilyns | – | Hamburg Amazons |  |

| 25-26 luglio 2020 | Erlangen Rebels | – | Cologne Falconets |  |

| 25-26 luglio 2020 | Stuttgart Scorpions Sisters | – | Munich Cowboys Ladies |  |

#### 10ª giornata
| 8-9 agosto 2020 | Berlin Kobra Ladies | – | Berlin Knights |  |

| 8-9 agosto 2020 | Kiel Baltic Hurricanes | – | Hamburg Blue Devilyns |  |

| 8-9 agosto 2020 | Munich Cowboys Ladies | – | Erlangen Rebels |  |

| 8-9 agosto 2020 | Stuttgart Scorpions Sisters | – | München Rangers |  |

### Classifica
Le classifiche della regular season sono le seguenti.
- PCT = percentuale di vittorie, G = partite giocate, V = partite vinte,  P = partite perse, PF = punti fatti, PS = punti subiti

#### Gruppo Nord
| Pos. | Squadra                | PCT  | G | V | N | P | PF | PS |
| ---- | ---------------------- | ---- | - | - | - | - | -- | -- |
| 1    | Berlin Knights         | .000 | 0 | 0 | 0 | 0 | 0  | 0  |
| 2    | Berlin Kobra Ladies    | .000 | 0 | 0 | 0 | 0 | 0  | 0  |
| 3    | Hamburg Amazons        | .000 | 0 | 0 | 0 | 0 | 0  | 0  |
| 4    | Hamburg Blue Devilyns  | .000 | 0 | 0 | 0 | 0 | 0  | 0  |
| 5    | Kiel Baltic Hurricanes | .000 | 0 | 0 | 0 | 0 | 0  | 0  |

#### Gruppo Sud
| Pos. | Squadra                     | PCT  | G | V | N | P | PF | PS |
| ---- | --------------------------- | ---- | - | - | - | - | -- | -- |
| 1    | Cologne Falconets           | .000 | 0 | 0 | 0 | 0 | 0  | 0  |
| 2    | Erlangen Rebels             | .000 | 0 | 0 | 0 | 0 | 0  | 0  |
| 3    | Munich Cowboys Ladies       | .000 | 0 | 0 | 0 | 0 | 0  | 0  |
| 4    | München Rangers             | .000 | 0 | 0 | 0 | 0 | 0  | 0  |
| 5    | Stuttgart Scorpions Sisters | .000 | 0 | 0 | 0 | 0 | 0  | 0  |

## Playoff

### Tabellone
|  | Semifinali | Semifinali | Semifinali |     |     | XXIX Ladies Bowl | XXIX Ladies Bowl | XXIX Ladies Bowl |  |
|  |            |            |            |     |     |                  |                  |                  |  |
|  | 1N         | TBD        |            |     |     |                  |                  |                  |  |
|  | 1N         | TBD        |            |     |     |                  |                  |                  |  |
|  | 2S         | TBD        |            |     |     |                  |                  |                  |  |
|  | 2S         | TBD        |            | 1N  | TBD |                  |                  |                  |  |
|  |            |            |            | 1N  | TBD |                  |                  |                  |  |
|  |            |            | 1S         | TBD |     |                  |                  |                  |  |
|  | 2N         | TBD        | 1S         | TBD |     |                  |                  |                  |  |
|  | 2N         | TBD        |            |     |     |                  |                  |                  |  |
|  | 1S         | TBD        |            |     |     |                  |                  |                  |  |

### Semifinali
| 2020 | TBD | – | TBD |  |

| 2020 | TBD | – | TBD |  |

### XXIX Ladies Bowl
| 2020 | TBD | – | TBD |  |